# Papuk (góry)

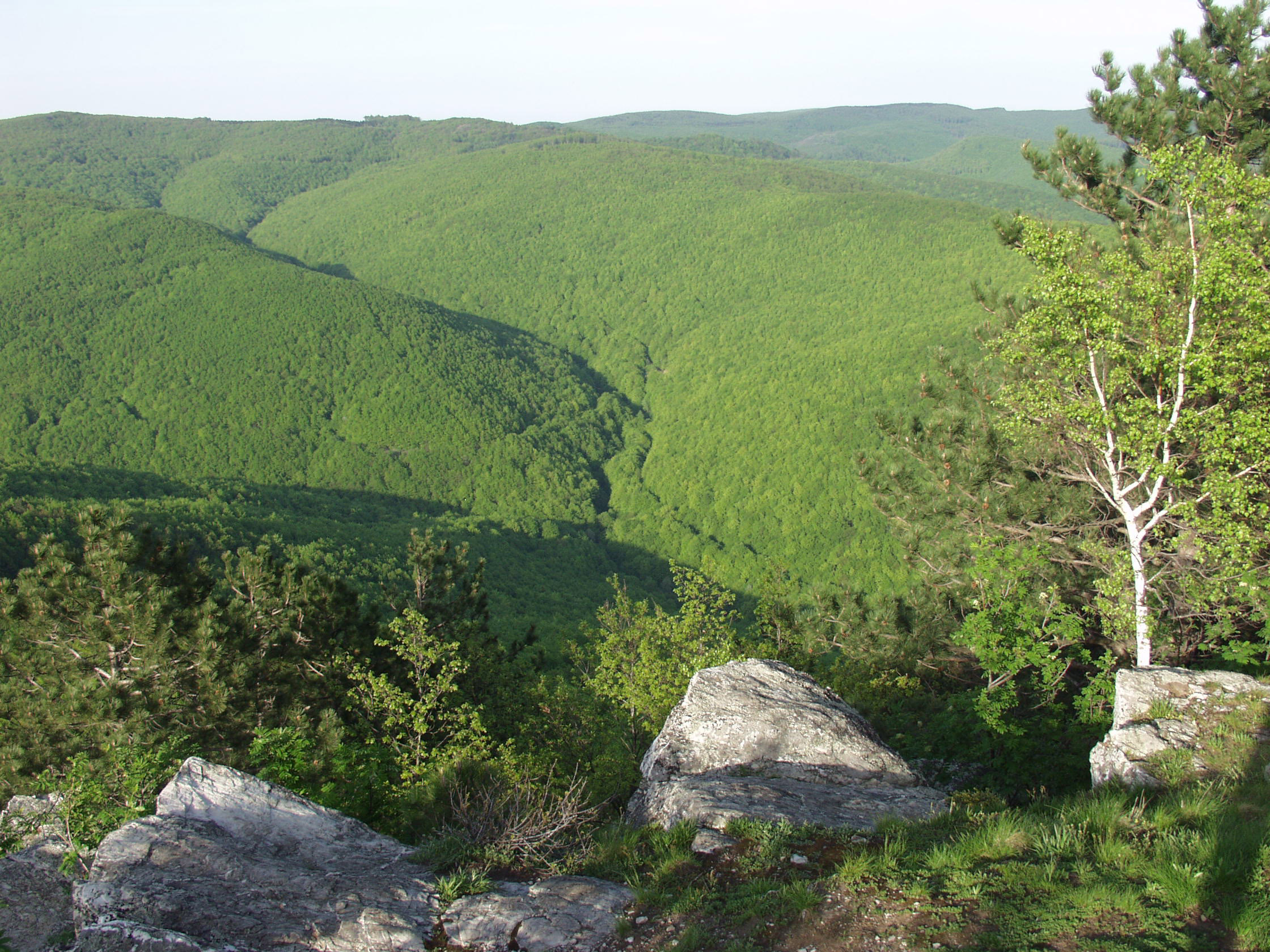

Papuk – pasmo gór średnich w południowej części Kotliny Panońskiej, w północnej Chorwacji (Slawonii). Należy do grupy panońskich gór wyspowych. Najwyższe wzniesienie – Papuk, 953 m n.p.m., inne: Točak (887 m), Ivačka glava (913 m), Češljakovački vis (820 m) i Kapovac (792 m).
Pasmo rozciąga się równoleżnikowo na długości około 30 km w centralnej Slawonii, łącząc się z innymi panońskimi pasmami (Krndija od wschodu, Lisina i Ravna gora od zachodu, Psunj od południowego zachodu) tworzy grupę zamykającą Kotlinę Pożeską.
Zbudowane ze skał paleozoicznych, głównie gnejsów, pokrytych osadami kredowymi (wapienie i dolomity) i trzeciorzędowymi, z pewnym udziałem skał magmowych (granitu i bazaltu). Gęsta sieć potoków, liczne źródła. W 96% pokryte lasami liściastymi, głównie bukowymi i dębowymi z udziałem jaworu, klonu i jesionu.
Ruiny średniowiecznych umocnień z czasów wojen przeciw Turkom. Schroniska turystyczne. Od 1999 park krajobrazowy „Papuk” (Park prirode Papuk), od 2007 „Papuk Geopark”.